# Ampliación Monte del Coecillo
Ampliación Monte del Coecillo är en ort i Mexiko.   Den ligger i kommunen Silao de la Victoria och delstaten Guanajuato, i den centrala delen av landet, 290 km nordväst om huvudstaden Mexico City. Ampliación Monte del Coecillo ligger 1 792 meter över havet och antalet invånare är 218.
Terrängen runt Ampliación Monte del Coecillo är platt åt sydväst, men åt nordost är den kuperad. Runt Ampliación Monte del Coecillo är det ganska tätbefolkat, med 222 invånare per kvadratkilometer. Närmaste större samhälle är Guanajuato, 18,9 km öster om Ampliación Monte del Coecillo. Trakten runt Ampliación Monte del Coecillo består till största delen av jordbruksmark.